# Ludic Society
Ludic Society es una asociación internacional de artistas, practicantes de videojuegos (“game practitioners”) y teóricos, fundada en 2005 por Margarete Jahrman, Max Moswitzer y P.M. Ong. Su sede se constató en Viena, pero tiende a expandirse por el mundo. Los socios fundadores de Ludic Society trabajan sobre conceptos como los de “Real Players” en “Real Cities”, sobre artes del videojuego. 
Los integrantes de Ludic Society están muy interesados en los objetos reales del mundo para el juego, la inutilidad y el papel de “Â’ pata Dadaísmo” como dispositivos de arte en la sociedad contemporánea, y en Second Life.
En 2003 les concedieron la distinción en Arte Interactivo en un Prix Ars Electronica, y en 2004 el premio de Arte de Software en Transmediale International Media Arts Festival, Berlín.  Además, ambos imparten conferencias sobre Diseño de Videojuegos en la Universidad de Arts and Design de Zúrich. En 2006 realizaron una conferencia con el título de “Gaming Realites” en Atneas; y, también, participaron en ARCO con Medialab en Madrid; así como en “Device Art Show” con la Galería Conteiner en Zagreb y San Francisco. En 2007 participan en la exposición “World Games” en Laboral Centro de Arte de Gijón, en España.

## Afiliados
Afiliados en noviembre de 2005: Margarete Jahrman , Max Moswitzer, P.M. Ong, Haynes Cynthia, Marina Grzinic, Siente Wolfgang, Beat Suter, Francesco Monico, Gordan Savicic.
Afiliados en febrero de 2006: El Sr. Ministeck, Strouhal Ernst, Resplandor DJ, Mathias Fuchs, Engeli Maia, Castronova Eward, Doris Carmen Rusch, Julia Tabakhova, maxOh_, Rakuschan FE, René Bauer, Mike Phillips.

## LS, Ludic Society Magazine
Jahrman y Moswitzer son los principales redactores de la revista LS (Ludic Society), en donde exponen y publican con frecuencia sus inquietudes. Esta es publicada como un periódico de artículos internacionales sobre tendencias que se relacionan con el placer (“jouissance”) y el juego (“jeu”).
La revista se presentó por primera vez en 2005 en la Neue Galerie Graz, y más tarde en Trasmediale Berlín, el Centro Cultural Conde Duque de Madrid, el Plymouth Arts Centre, el Tweakfet de Zúrich y el festival DEAF de Róterdam.
La metodología de LS se expresa en forma de declaración poética a base de juegos y textos neo-patafísicos (resistencia actual que se ejerce a través de lo fútil y lo lúdico, en palabras de Jahrman). Manifestando su incorrección práctica de la teoría, presentó una serie de juguetes electromagnéticos en la que los miembros de LS desarrollaban nuevas “Machines célibataires”, objetos neo-patafísicos y lanzaban “Game Fashion” en Milán, en diciembre de 2007.

## Publicaciones
La publicación * 1, (issue # 1) es dedicada al fenómeno de Nuevas "Máquinas Solteras", “bachelor machines”, Graz/Madrid 2005. 
La publicación * 2, (issue # 2) es dedicada a Verdaderos Jugadores, “real players”. Viena/Zurich 2006. 
La publicación * 3, (issue # 3) aparece en 2007 sobre el fenómeno de Juegos de marcación en Verdaderas Ciudades, “tagging games in real cities”, geolocalización en ciudades. Vienna/Zurich.
La publicación *4, (issue # 4) es dedicada al fenómeno del Metaverso y el Mundo3, “metaverse and world3”. Zurich/Viena, 2007.
La publicación * 5, (issue # 5) es dedicada a Objetos de Deseo, “, “objects of desire”. Bari/Viena, 2008.

## Análisis conceptual de objetos
"We sell play-no games". Ludic Society.

### Los Objetos Maravilla

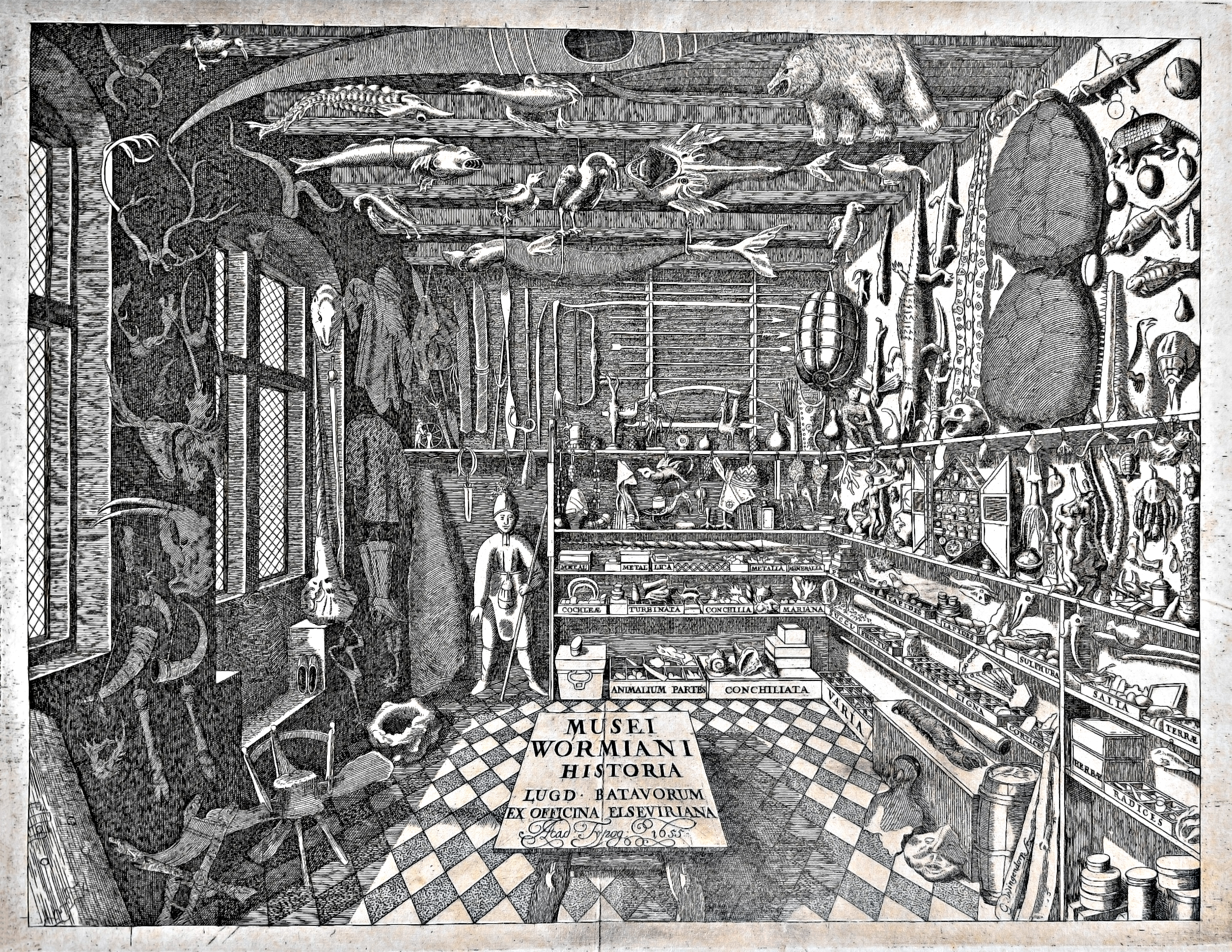
Musei Wormiani Historia, cuarto de maravillas de Worm.

Para centrarnos en la importancia de los sistemas paralelos de intercambio de objetos, de deseos, podemos interpretar la segunda /D/ en Lud/D/ics como una ortografía paralela de Ludics en tanto que disciplina; del objeto como sistema de intercambio en lugar de como un puramente abstracto lenguaje precursor. El objeto de la Wunderkammer constituye el artefacto perfecto para el papel del objeto en relación con la epistemología y la filosofía dirigida por artefactos. Así, tenemos el poliedro del siglo XVII (Nuremberg): nueve esferas con una imprimación de marfil, una dentro de la otra, de sólo cinco centímetros. Se trata de un objeto alusivo al orden cósmico, al macrocosmos en el sentido platónico. Platón plantea un diálogo acerca de algo indiferente al demiurgo, creador del cosmos como forma perfecta. Centrándonos en el poliedro, podríamos tener a toda a una serie de eruditos coetáneos del periodo de la Wunderkammer decodificando esa historia.
En relación con la tesis de las funciones de camuflaje de los objetos fútiles, tal como la defiende la Ludic Society, desvelaremos el objeto de la Wunderkammer como juguete filosófico,
aunque este último ha sido introducido en forma diferente en la teoría de la máquina y la historia del arte. Esos objetos para jugadores eruditos aparecen en trucos de magia avanzados
y en formas cultas de entretenimiento en el Barroco y el Rococó. Pero los juguetes filosóficos, que a menudo revistieron la forma de novedosos juguetes ópticos concebidos para desafiar la percepción humana y abrir el mundo de la ilusión, tuvieron precursores, versiones beta de juguetes discursivos. El aparato óptico ilusionista fue abriéndose paso desde el universo expositivo hacia el moderno parque de atracciones. Más tarde, el juguete, considerablemente más costoso, de la Wunderkammer recibió la consideración de arte popular, aunque de alta calidad artesanal. Se trataba de unos juguetes perfectamente fútiles en la medida que no generaban ningún tipo de ilusión óptica. Los Wunders se introdujeron en el siglo XVII como precursores del periodo de la Ilustración en discursos avanzados entre grupos de afinidad, que en su tiempo solían estar vinculados por sangre. Miembros de la nobleza se intercambiaron objetos preciosos con el objetivo de incentivar el discurso. El fruto de dicho intercambio fue el desarrollo de un sistema de comunicación alternativo. Es posible acceder a la reverberación de esas huellas en el Schloss Ambras de Innsbruck, en donde el Archiduque Fernando II de Austria fundó una impresionante colección de arte y Wunderkammer, cuyo contenido acabó enviándose a Viena en donde constituyó la base del Museo Imperial Kunsthistorisches. Sin embargo, el significado de esos objetos-maravilla se desvaneció, de hecho, con su traslado. La colección original de esos elaborados y prestigiosos objetos de deseo era el fruto de una interacción social entre aristócratas. Por ello, su intención original no era el desarrollo previo de un sistema portador paracomunicacional alternativo, sino la fijación de un alfabeto de relaciones sociales escritas con los medios de la futilidad. Su motivación podría haber sido el repudio generalizado por parte de esos aristócratas de una información fácilmente descodificable y accesible. De esa forma, los objetos de la Wunderkammer habían sido, en otro tiempo, cosas vivientes, objetos de recuerdo para los ricos y no para los pobres.
Como espejo en el que se reflejaba la totalidad del mundo conocido, el arte histórico y la Wunderkammer de los siglos XVI y XVII incluyeron, entre sus colecciones de diversos objetos
naturales, artefactos y antigüedades, algunos asombrosos ejemplos de cornamentas parcialmente cubiertas por un árbol. El más famoso de esos especímenes es el de "22 puntas de Schloss Ambras", cuya apariencia recuerda la de un cuerno postal. Un doble cuerno que indicaría la presencia de un sistema que Thomas Pynchon denominó W.A.S.T.E. y que designa el funcionamiento de un sistema postal personalizado y secreto sobre el que Pynchon hablaría después en un comentario sobre la ficción. Los aristócratas tenían muy claro que el intercambio de tales maravillas suponía una invitación a unirse a una sociedad de investigación y a una estrategia retórica. Unos dones codificados que, en última instancia, se centraron en el establecimiento de un poder político muy concreto. La respuesta a un don de ese tipo tuvo continuidad en la forma de otro artefacto que a menudo fue clasificado como objeto natural. Poco a poco, surgió una clasificación de objetos, desarrollándose una sintaxis de discurso del objeto. El término juguete puede todavía emplearse para ellos, y la relación con la acción del jugar es, ante todo, un juego de inteligencia social.

### Los Objetos Deseantes
Este grupo se centra en las tesis de Ludic: lo fútil y lo  placentero como camuflaje para la introducción de un experimento científico recurrente. Han analizado el término Spielzeug, vocablo germano para juguete, para interpretarlo, como material (Zeug) para el juego (Spiel). Pero el Spielzeug siempre ha llevado aparejadas un conjunto de instrucciones ocultas de funcionamiento que funcionan como regalos personales dirigidos a fortalecer la relación social (como ejemplo de ello, la Cultura de Japón). En forma idéntica, erudición y disciplina se transmiten también a través de la futilidad objetiva del juguete. A la luz de la argumentación de Ludic Society, ellos se han dedicado a analizar los juguetes Ludic y filosóficos con mayor detalle.
Ese objetivo se centra en “Jeux Bijoux”, un juguete portable chic y de estética “bling-bling”. Este tipo de objetos de juego de funcionamiento electromagnético reemplaza las cajas negras sociales, un Schwarzgrät (según, Thomas Pynchon, un misterioso artilugio instalado en un cohete V2 con el número de serie 00000) que tendrían su antecedente en los clásicos anillos de clubes y universidades. Se trata de unos objetos que, a nivel de artificio, son herencia de los juguetes aristocráticos de los gabinetes de curiosidades, o cuartos de maravillas. En Austria, los integrantes de la Casa de Habsburgo recurrieron a artefactos, tan fútiles como absurdos, para hacer posible una concentración semántica, social y política. Los juguetes filosóficos surgen, por tanto, en el siglo XVIII. Esos juguetes para adultos, además de incorporar tecnología ilusionista de la vanguardia, estaban repletos de significado simbólico presentándose como un tipo de entretenimiento sofisticado de trucos de magia.

### Los Objetos Onda

Ejemplo de Código QR, los tres cuadrados de las esquinas permiten detectar al lector la posición del código QR.

Inspirándose en consolas de juegos y palancas, Ludic Society ha desarrollado una serie de nuevas "máquina-célibataires” y objetos neo-patafísicos. Su lanzamiento vino precedido de una serie de objetos PCB ("Printed Circuit Board", Placa de Circuito Impreso) “Chindōgu”, 2005 a 2006. Unas obras-garaje completadas con actualizaciones del entorno de juguetes teórico-conceptuales “popcodificados” presentadas en la primavera de 2007, tras lo que se procedió al implante subcutáneo de un “bijoux” de radiofrecuencia RFDI en el espacio de la Galería Plymouth, Reino Unido, como afirmación activista, seguido de varios paseos y “wardriving”, guiados mediante mapa satélite como performance de la Dérive y el Détournement, de Guy Debord. La mentira tecnológica se consumó gracias a la aplicación de normas cabalísticas sobre números RFID detectados. En el invierno de 2007, consolas de juegos firmware “flasheadas” para paseos urbanos se conectaron a herramientas “Blitz” customizadas en Noruega. Intervenciones públicas tuvieron lugar en paralelo a obras de “game fashion”, compuestas por código QR, que culminaron en objetos de juguete fútiles. Con ello, lo que hasta la fecha era una cultura inmaterial, se convirtió en una cultura omnipresente realizada a base de “smartifacts”, “blogjects”, “spimes”. Un universo material rematerializado de objetos inteligentes que anhela su opuesto radical.